# Anas theodori
Anas theodori е изчезнал вид птица от семейство Патицови (Anatidae). Обитавал е Мавриций.

## Разпространение
Видът е разпространен в Мавриций.